# Mario Peláez Fernández
Mario Peláez-Fernández es un investigador español y divulgador científico más conocido en el papel de drag queen Sassy Science (o Crisis Artrítica para público español).

## Sassy Science
Sassy Science es una drag queen divulgadora científica. Porta un tocado con la estructura atómica del grafeno.
Sassy Science ha creado vídeos de Youtube sobre minorías infrarrepresentadas en ciencia y tecnología. Su canal tiene 3 listas de reproducción principales: "Por qué demonios estoy haciendo esto", "Queens who were robbed" ('reinas que fueron robadas') y "Reinas de hoy". "Queens who were robbed"
se centra en miembros de la comunidad STEM que no recibieron reconocimiento académico por una variedad de razones, entre las que se incluyen el prejuicio injusto. En esta serie hablaron deː Lise Meitner, Rosalind Franklin y Hedy Lamarr.
Sassy Science alcanzó la semifinal de FameLab España 2019, evento de comunicación científica. Como parte de las semifinales, interpretó un monólogo durante cinco minutos. Esta prueba se desarrolló frente a una gran cantidad de público, además de retransmitirse en línea.
En abril de 2019, los vídeos de Sassy Science se exhibieron en el Festival de Cine LGBTIQ de Asturias.
En julio de 2019, Sassy Science actuó en la presentación en Madrid de PRISMA (Asociación para la Diversidad Afectivo-Sexual y de Género en Ciencia, Tecnología e Innovación), una organización española fundada para aumentar la visibilidad de personas LGBT en ciencia, tecnología e innovación.

## Educación
Peláez-Fernández cursó el grado en Física en la Universidad de Oviedo de 2010 a 2014. Desde 2013 a 2015 una beca Erasmus le habilitó para cursar su último curso en la universidad Paris-Sud XI (actualmente, parte de Paris-Saclay; 2013-2015). Completó su tesis en el Labatoire de Physique de Solides en Orsay, analizando imágenes de STEM.
En la Universidad de París-Sud Peláez se especializó en nanotecnologías y nanodispositivos para su graduado en física fundamental. Su tesis de licenciatura se tituló "Estudio de grafeno prístino y funcionalizado utilizando microscopio de efecto túnel".

## Investigación
Peláez-Fernández se doctoró en física desde 2010 a 2015 por la Universidad de Zaragoza en el Instituto de Nanociencia de Aragón. Pertenece al grupo de investigación MAGNA (Magnetismo en Nanoestructuras). El objeto de su tesis se encuentra en el uso del microscopía de transmisión electrones para estudiar las propiedades de materiales de una y de dos dimensiones, incluido el grafeno. También se refiere a futuras aplicaciones de esta tecnología, como células solares y pantallas táctiles.
La investigación de Peláez-Fernández está financiada por el proyecto europeo Excelencia Habilitadora.

## Vida personal
Peláez se identifica como una persona no binaria.